# Galinden

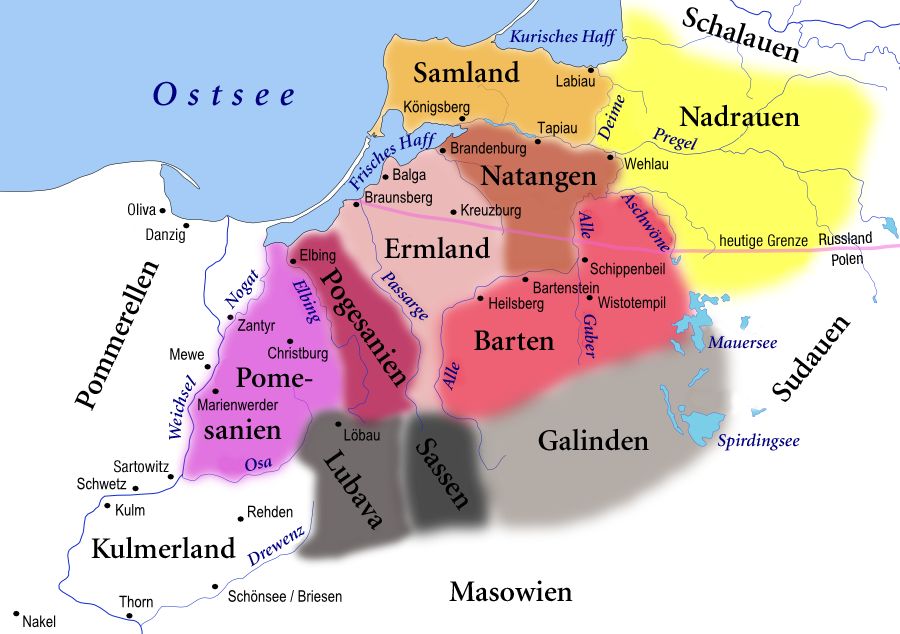
Altpreußische Landschaften und Stämme

Galinden war ein Gau der Prußen in Ostpreußen, heute auf dem Gebiet der Republik Polen. Es lag südöstlich von Pogesanien, östlich von Sassen (die Grenze verlief etwa am Fluss Omulef), westlich von Sudauen und nördlich vom polnischen Masowien (die Grenze verlief etwa am Fluss Narew).

## Etymologie
Der Name bedeutet „die am Ende wohnen“ und ist von litauisch gãlas, lettisch gals ‚Ende‘, abgeleitet. Die Landschaft wird durch die masurische Seenplatte geprägt.

## Geschichte
Der Stamm der Galinder wurde bereits bei antiken Autoren erwähnt, so etwa von Ptolemaios in seiner Geographike Hyphegesis mit zutreffender geografischer Positionierung ihres Siedlungsgebietes.
Im Jahr 1231 wurde dieser Gau Galinden erstmals als Galindo erwähnt. Galinden wurde erst relativ spät von Kreuzburg aus erobert. Wegen der teilweise sehr schwer zugänglichen Landschaft mussten die von den Ordensrittern bereits eingenommenen Gebiete wieder aufgegeben und später – in den Jahren 1285 und 1348 Lötzen, 1335 und 1396 Angerburg, 1345 Johannisburg und schließlich 1360 Ortelsburg – erneut erobert werden. Ein großer Teil der Galinder soll bereits Ende des 2. Jahrhunderts mit den frühen Goten weggezogen sein. In den fast menschenleeren Räumen siedelten sich friedlich masowische Familien an. Reste dieses Stammes gingen zusammen mit anderen prußischen Stämmen, deutschen Siedlern und späteren polnischen Einwanderern in den Masuren auf.

## Legende
Nach einer vom sehr umstrittenen Historiker Simon Grunau erfundenen Sage war es Galindo, der achte Sohn des Königs Widowuto, der das Land von Kaboso bis an die Grenzen der Masau erhielt. Er errichtete sich eine Feste Galindo, die später Galinderberg hieß. Sein Volk wurde später sehr mächtig und führte viele Kriege mit den Masuren.